# Algernon Percy (diplomático)
El Honorable Algernon Percy (1779 – 1833), fue un diplomático británico.
Era el segundo hijo de Algernon Percy, I conde de Beverley e Isabella Burrell, hija de Peter Burrell. Sirvió como ministro plenipotenciario de los cantones suizos entre 1825 y 1832, sucediendo a Charles Richard Vaughan.

## Familia
Existe documentación epistolar en manos de sus descendientes que verifican el matrimonio morganático del Honorable Algernon Percy con Anne Marie FitzGerald, hija ilegítima de Sir Charles Fitzgerald Barón Lecale de Ardglass, de cuya unión nacieron Henry Algernon y Mary, entregados a sus tías Lady Ashburnham y Lady Raleigh para su educación. Aparentemente tuvo, además, dos hijas con Luise Verena Tschannen en Berna (Suiza) a quienes nombró en su testamento. Adicionalmente en el registro bautismal de Emelia, la mayor, Percy aparece como padre de la niña.,